# Urnička pohárová
Urnička pohárová (Urnula craterium (Schwein.) Fr. 1851) je velmi vzácná jarní vřeckovýtrusá houba z čeledi masečníkovitých. Roste v teplých oblastech na zbytcích dřeva pod listnatými stromy.

## Synonyma
- Cenangium craterium (Schwein.) Fr. 1828
- Dermatea craterium (Schwein.) Rehm 1894 [1896]
- Dermea craterium (Schwein.)Schwein. 1832 [1834]
- Geopyxis craterium (Schwein.) Rehm 1894 [1896]
- Peziza craterium Schwein. 1822
- Sarcoscypha craterium (Schwein.) Bánhegyi 1938
- Scypharia craterium (Schwein.) Quél. 1886

česká jména
- urnička kráterová[1]
- urnička pohárová[2]
- urnička pohárovitá[3]
- zemní číška jícnová[4]
- zvoneček pohárový[5]
- zvoneček pohárkovitý[6]

## Vzhled

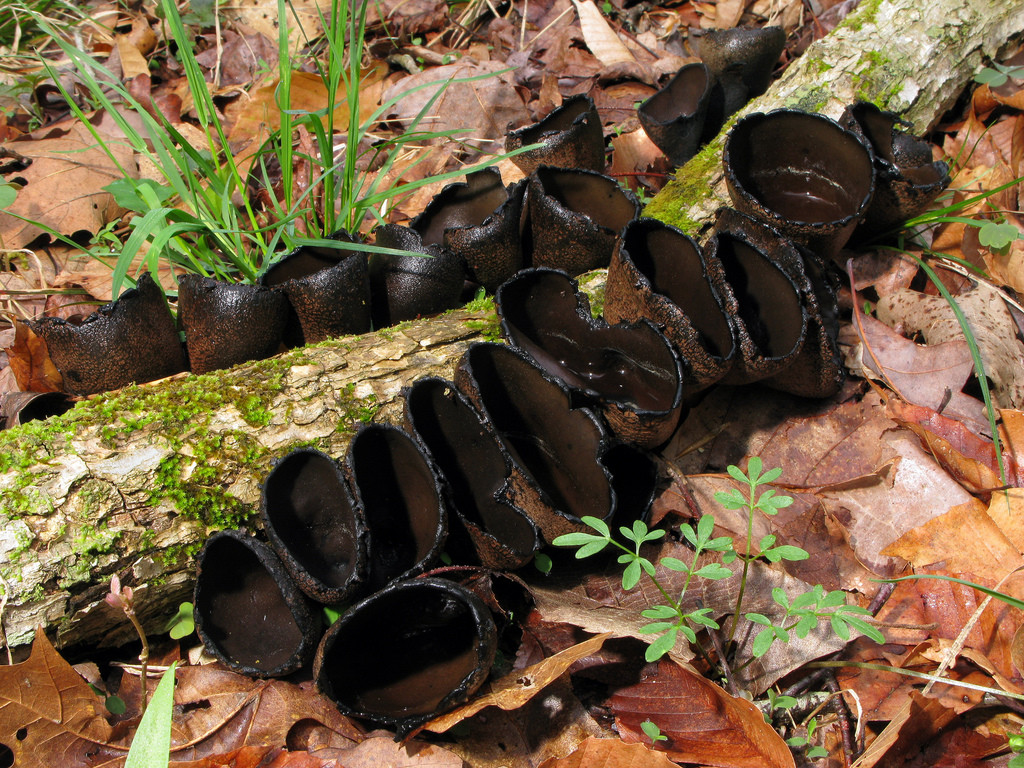
Skupina plodnic

### Makroskopický
Plodnice má zprvu tvar urny s menším zoubkovaným otvorem. V dospělosti bývá číškovitá s potrhaným okrajem. Dosahuje 15-30 (60) milimetrů na výšku a 15-35 milimetrů v průměru. Vnitřní strana plodnice s hymeniem je sytě černá, vnější sterilní povrch má šedohnědé, šedofialové nebo tmavohnědé zbarvení. Povrch je rozpraskaný a plstnatý. stopka (třeň) je 10-30 milimetrů dlouhý a 5-15 milimetrů silný, černý nebo šedočerný, podélně vrásčitý. Dužnina je zhruba 1 milimetr silná.

### Mikroskopický
Výtrusný prach má bílou barvu. Výtrusy dosahují 25-35 × 12-14 μm, jsou bezbarvé, hladké a elipsovité.

## Výskyt
Roste pod listnatými stromy, nejčastěji v porostech s vyšším zastoupením lísky, jasanu, jilmu, případně habru. Existuje i nález z porostu jeřábu ptačího. Jako saprotrof vyrůstá z tlejících kořenů, větví a zbytků dřeva. Vyskytuje se v teplých oblastech s alkalickým podložím. Fruktifikuje od února do dubna.

## Rozšíření

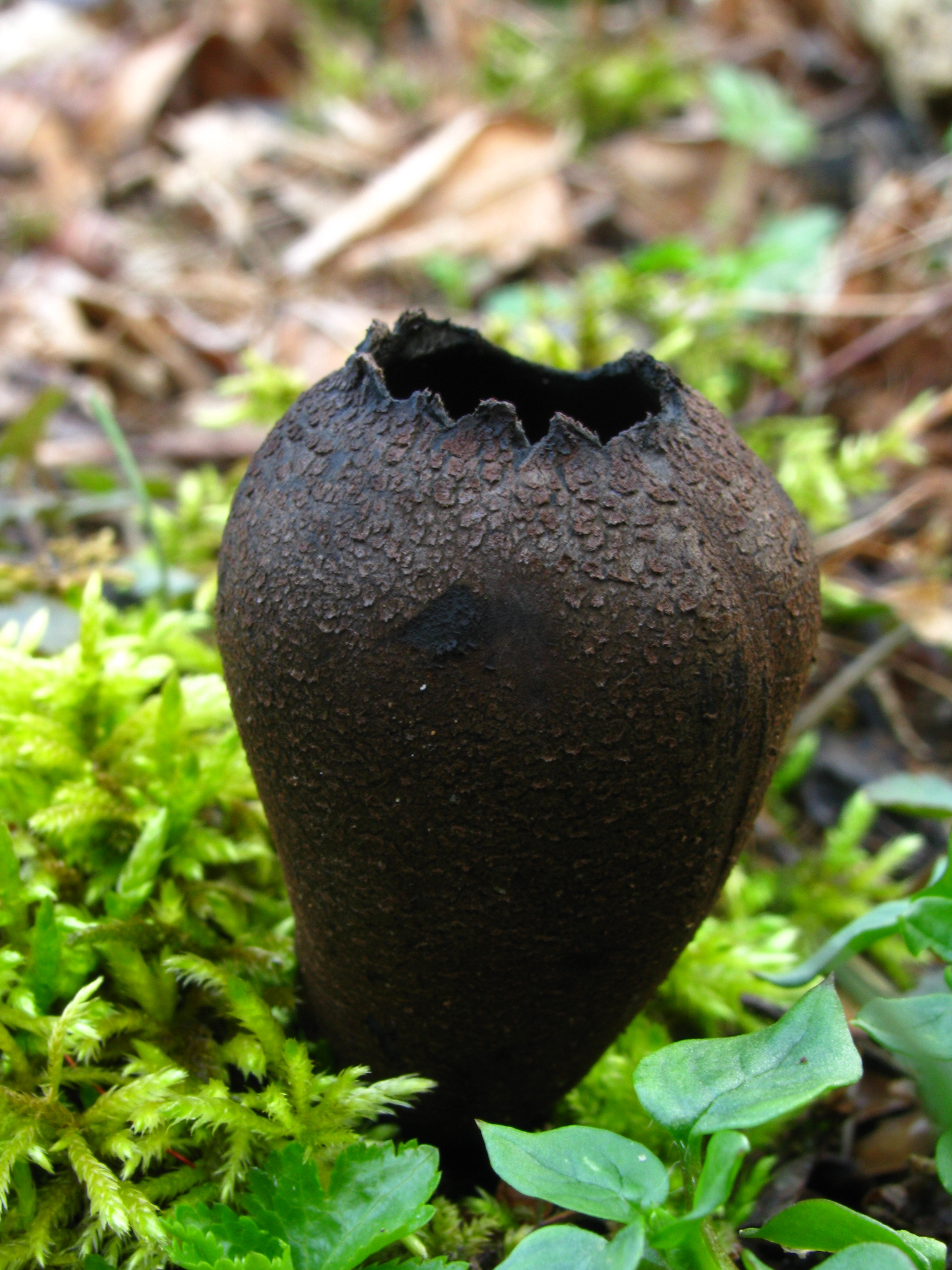
Detail plodnice

Z území České republiky byly publikovány nálezy mimo jiné z oblasti následujících chráněných území (na řadě těchto lokalit však nebyla přes 50 let nalezena):
- České středohoří[5]
  - Kalvárie[5] (okres Litoměřice)
  - Milá[3] (okres Most)
- Doubravka[5] (okres Teplice)
- Chuchelský háj[6][8] (Praha)
- Klapice[9] (okres Praha-východ)
- Obora Hvězda[10] (Praha)
- Kolby[11] (okres Břeclav)
- Pálava[11] (okres Břeclav)
- Petřín[12] (Praha)
- Skalky u Třebutiček[3] (okres Litoměřice)
- Údolí Chlébského potoka[11] (okres Žďár nad Sázavou)

## Ochrana
Urnička pohárová je vedená v Červeném seznamu (2006) jako kriticky ohrožený druh (CR). Figuruje v seznamu silně ohrožených druhů navržených k zákonné ochraně. Především na Moravě došlo k výraznému ústupu tohoto druhu. O nálezech je vhodné informovat nejbližší mykologické pracoviště.